# EPrix de Pékin 2015
GP précédent GP suivant
L'ePrix de Pékin 2015 (2015 FIA Formula E SWUSP Beijing ePrix), disputé le 24 octobre 2015 sur le circuit d'Olympic Green, est la douzième manche de l'histoire du championnat de Formule E FIA. Il s'agit de la deuxième édition de l'ePrix de Pékin comptant pour le championnat de Formule E et de la première manche du championnat 2015-2016.

## Essais libres

### Première séance
| Pos. | Pilote            | Voiture          | Chrono         | Écart     |
| ---- | ----------------- | ---------------- | -------------- | --------- |
| 1    | Sébastien Buemi   | Renault e.dams   | 1 min 36 s 991 |           |
| 2    | Nicolas Prost     | Renault e.dams   | 1 min 37 s 484 | + 0 s 493 |
| 3    | Loïc Duval        | Dragon Racing    | 1 min 37 s 890 | + 0 s 899 |
| 4    | Jérôme d'Ambrosio | Dragon Racing    | 1 min 38 s 110 | + 1 s 119 |
| 5    | Sam Bird          | DS Virgin Racing | 1 min 38 s 594 | + 1 s 603 |
| 6    | Nick Heidfeld     | Mahindra Racing  | 1 min 40 s 636 | + 3 s 645 |

### Deuxième séance
| Pos. | Pilote                 | Voiture                   | Chrono         | Écart     |
| ---- | ---------------------- | ------------------------- | -------------- | --------- |
| 1    | Lucas di Grassi        | ABT Schaeffler Audi Sport | 1 min 37 s 279 |           |
| 2    | Daniel Abt             | ABT Schaeffler Audi Sport | 1 min 37 s 993 | + 0 s 714 |
| 3    | Stéphane Sarrazin      | Venturi                   | 1 min 38 s 336 | + 1 s 057 |
| 4    | António Félix da Costa | Team Aguri                | 1 min 39 s 768 | + 2 s 489 |
| 5    | Nicolas Prost          | Renault e.dams            | 1 min 39 s 827 | + 2 s 548 |
| 6    | Nathanaël Berthon      | Team Aguri                | 1 min 40 s 283 | + 3 s 004 |

## Qualifications
| Pos. | Pilote                 | Écurie                    | Groupe de qualification | Super pole     | Grille |
| ---- | ---------------------- | ------------------------- | ----------------------- | -------------- | ------ |
| 1    | Sébastien Buemi        | Renault e.Dams            | 1 min 37 s 488          | 1 min 37 s 297 | 1      |
| 2    | Nicolas Prost          | Renault e.Dams            | 1 min 38 s 206          | 1 min 37 s 581 | 2      |
| 3    | Nick Heidfeld          | Mahindra Racing           | 1 min 38 s 512          | 1 min 38 s 339 | 3      |
| 4    | Lucas di Grassi        | ABT Schaeffler Audi Sport | 1 min 38 s 519          | 1 min 39 s 539 | 4      |
| 5    | Jean-Éric Vergne       | DS Virgin Racing          | 1 min 38 s 028          | 2 min 21 s 284 | 5      |
| 6    | Stéphane Sarrazin      | Venturi                   | 1 min 38 s 645          |                | 6      |
| 7    | Bruno Senna            | Mahindra Racing           | 1 min 38 s 761          |                | 7      |
| 8    | Loïc Duval             | Dragon Racing             | 1 min 38 s 859          |                | 8      |
| 9    | Sam Bird               | DS Virgin Racing          | 1 min 38 s 884          |                | 9      |
| 10   | Jérôme d'Ambrosio      | Dragon Racing             | 1 min 39 s 058          |                | 10     |
| 11   | Daniel Abt             | ABT Schaeffler Audi Sport | 1 min 39 s 220          |                | 11     |
| 12   | Jacques Villeneuve     | Venturi                   | 1 min 39 s 665          |                | 12     |
| 13   | Robin Frijns           | Amlin Andretti            | 1 min 39 s 672          |                | 13     |
| 14   | Simona de Silvestro    | Amlin Andretti            | 1 min 39 s 681          |                | 14     |
| 15   | Oliver Turvey          | NEXTEV TCR                | 1 min 39 s 734          |                | 15     |
| 16   | António Félix da Costa | Team Aguri                | 1 min 40 s 295          |                | 16     |
| 17   | Nathanaël Berthon      | Team Aguri                | 1 min 40 s 386          |                | 17     |
| 18   | Nelsinho Piquet        | NEXTEV TCR                | 1 min 40 s 638          |                | 18     |

## Course

### Classement
| Pos. | no | Pilote                 | Écurie                    | Tours | Temps/Abandon                            | Grille | Points |
| ---- | -- | ---------------------- | ------------------------- | ----- | ---------------------------------------- | ------ | ------ |
| 1    | 9  | Sébastien Buemi        | Renault e.Dams            | 26    | 50 min 08 s 835                          | 1      | 30     |
| 2    | 11 | Lucas di Grassi        | ABT Schaeffler Audi Sport | 26    | + 11 s 006                               | 4      | 18     |
| 3    | 23 | Nick Heidfeld          | Mahindra Racing           | 26    | + 15 s 681                               | 3      | 15     |
| 4    | 6  | Loïc Duval             | Dragon Racing             | 26    | + 16 s 009                               | 8      | 12     |
| 5    | 7  | Jérôme d'Ambrosio      | Dragon Racing             | 26    | + 16 s 514                               | 10     | 10     |
| 6    | 88 | Oliver Turvey          | NEXTEV TCR                | 26    | + 39 s 466                               | 15     | 8      |
| 7    | 2  | Sam Bird               | DS Virgin Racing          | 26    | + 47 s 531                               | 9      | 6      |
| 8    | 77 | Nathanaël Berthon      | Team Aguri                | 26    | + 58 s 620                               | 17     | 4      |
| 9    | 4  | Stéphane Sarrazin      | Venturi                   | 26    | + 1 min 07 s 814                         | 6      | 2      |
| 10   | 27 | Robin Frijns           | Amlin Andretti            | 26    | + 1 min 09 s 260                         | 13     | 1      |
| 11   | 66 | Daniel Abt             | ABT Schaeffler Audi Sport | 26    | + 1 min 13 s 351 (dont 10 s de pénalité) | 11     |        |
| 12   | 25 | Jean-Éric Vergne       | DS Virgin Racing          | 26    | + 1 min 31 s 040                         | 5      |        |
| 13   | 21 | Bruno Senna            | Mahindra Racing           | 26    | + 1 min 50 s 833                         | 7      |        |
| 14   | 12 | Jacques Villeneuve     | Venturi                   | 25    | + 1 tour                                 | 12     |        |
| 15   | 1  | Nelsinho Piquet        | NEXTEV TCR                | 24    | + 2 tours                                | 18     |        |
| Abd. | 8  | Nicolas Prost          | Renault e.dams            | 22    | Aileron arrière                          | 2      |        |
| Abd. | 55 | António Félix da Costa | Team Aguri                | 13    | Accrochage                               | 16     |        |
| Abd. | 28 | Simona de Silvestro    | Amlin Andretti            | 2     | Accident                                 | 14     |        |

- Daniel Abt (ABT Schaeffler Audi Sport) écope de dix secondes de pénalité pour arrêt aux stands dangereux.
- Oliver Turvey, Sam Bird et Nelsinho Piquet ont été désignés par un vote en ligne pour obtenir le fanboost, qui leur permet de bénéficier de 25 kW supplémentaires pendant cinq secondes lors de la course[6].

### Pole position et record du tour
La pole position et le meilleur tour en course rapportent respectivement 3 points et 2 points.
- Pole position :  Sébastien Buemi (Renault e.Dams) en 1 min 37 s 297.
- Meilleur tour en course :  Sébastien Buemi (Renault e.Dams) en 1 min 39 s 993 au 24e tour.

### Tours en tête
- Sébastien Buemi (Renault e.Dams) : 25 tours (1-13 ; 15-26)
- Loïc Duval (Dragon Racing) :  1 tour (14)

## Classements généraux à l'issue de la course
| Pos. | Pilote            | Points |
| ---- | ----------------- | ------ |
| 1    | Sébastien Buemi   | 30     |
| 2    | Lucas di Grassi   | 18     |
| 3    | Nick Heidfeld     | 15     |
| 4    | Loïc Duval        | 12     |
| 5    | Jérôme d'Ambrosio | 10     |
| 6    | Oliver Turvey     | 8      |
| 7    | Sam Bird          | 6      |
| 8    | Nathanaël Berthon | 4      |
| 9    | Stéphane Sarrazin | 3      |
| 10   | Robin Frijns      | 2      |

| Pos. | Écurie                    | Points |
| ---- | ------------------------- | ------ |
| 1    | Renault e.dams            | 30     |
| 2    | Dragon Racing             | 22     |
| 3    | ABT Schaeffler Audi Sport | 18     |
| 4    | Mahindra Racing           | 15     |
| 5    | NEXTEV TCR                | 8      |
| 6    | DS Virgin Racing          | 6      |
| 7    | Team Aguri                | 4      |
| 8    | Venturi Formula E Team    | 2      |
| 9    | Amlin Andretti            | 1      |